# 1594 en littérature
| Années de la littérature : 1591 - 1592 - 1593 - 1594 - 1595 - 1596 - 1597    |
| Décennies de la littérature : 1560 - 1570 - 1580 - 1590 - 1600 - 1610 - 1620 |

Cet article présente les faits marquants de l'année 1594 en littérature.

## Événements
- 11 juin : le poète Edmund Spenser épouse en Irlande Elisabeth Boyle et célèbre l’événement dans son Épithalame (Epithalamion), chanson de noces publiée en 1595 dans le recueil de sonnets évoquant le thème de l’amour, Amoretti[1].

- Marguerite de France (la reine Margot), sœur de trois rois, ex-épouse d'Henri IV, commence à rédiger ses Mémoires alors quelle est en résidence surveillée à Usson. Elles sont publiées en 1628[2].

## Parutions
- 22 janvier : le Traité de l’éloquence française de Guillaume du Vair obtient un privilège royal[3].
- Entre 27 février et le 22 mars : Satyre Ménippée : de la Vertu du Catholicon d'Espaigne et de la tenuë des estats de Paris est publiée à Tours chez Jamet Mettayer[4].

- 2 mai : Abel L'Angelier obtient un privilège de neuf ans pour publier Le Promenoir de M. de Montaigne par sa fille d’Alliance, de Marie de Gournay[5].

- 16 juillet : Mamert Patisson et Abel L'Angelier  obtiennent un privilège royal pour publier De la constance et consolation és calamitez publiques, traité  de Guillaume du Vair[6].
- 28 octobre : dédicace des Discorsi supra Cornelio Tacito (« Discours sur Tacite »), de Scipione Ammirato, publié à Florence[7].

- Of the Lawes of Ecclesiastical Politie, traité du théologien anglais Richard Hooker (1594-1597). Il décrit l’Église Anglicane comme un compromis entre les deux grandes fois ennemies du XVIe siècle[8].

### Fictions
- 9 mai :  The Rape of Lucrece (« le Viol de Lucrèce »), second poème dramatique de William Shakespeare est inscrit au Registre des Libraires au nom de John Harrison l'Aîné. Il est imprimé dans l'année par Richard Field[9].
- 19 novembre : Amoretti and Epithalamion, recueil de sonnets d’Edmund Spenser, est inscrit au Registre des Libraires (publié en 1595)[10].

- The Unfortunate Traveller (« Le Voyageur malchanceux »), roman picaresque de Thomas Nashe, est imprimé à Londres par Thomas Scarlet pour Cuthbert Burby[11].
- Les œuvres de Jean Godard, poète et dramaturge, sont publiées en deux tomes chez Pierre Landry : La Flore, ou les premières Amours, La Lucresse ou les Secondes Amours (tome 1) et La Franciade, tragédie, les Desguisés, comédie, la Fontaine de Gentilly, Les Trophées de Henry quatrième recueil de sonnet adressés au roi (tome 2)[12].

- Le Tasse, Discorsi del poema eroico (it) (« Discours du poème héroïque »), imprimé à Naples par Paolo Venturini[13].

- Mépris de la vie et consolation contre la mort, recueil de sonnets de Jean-Baptiste Chassignet[14].

## Théâtre
- 24 janvier : date possible de la première représentation de Titus Andronicus, drame de Shakespeare[15].
- 8 juin : The Cobbler's Prophecy, pièce à prophétie de Robert Wilson, est inscrite dans le Registre des Libraires[16].

- 30 septembre : première représentation attestée de The Tragical History of Doctor Faustus (« La Tragique Histoire du docteur Faust ») au Théâtre de la Rose à Londres, tragédie écrite par le dramaturge anglais Christopher Marlowe[17].
- 28 décembre : The Comedy of Errors (« La Comédie des erreurs ») de Shakespeare est jouée à Gray's Inn, à  Londres[18].

- Formation de la troupe du lord-chambellan (Lord Chamberlain's Men) à Londres, sous le patronage de Henry Carey[19].

- Edward II, tragédie de Christopher Marlowe écrite vers 1591-1592, inscrite dans le Registre des Libraires le 6 juillet 1593[20], est publiée[21].
- 1594-1597 : William Shakespeare écrit Le Songe d'une nuit d'été (1594-1595) et Peines d'amour perdues (1594-1597)[22].
- 1594-1595 : The Two Gentlemen of Verona (Les Deux Gentilshommes de Vérone), comédie de Shakespeare, est jouée pour la première fois[23].

## Naissances
- 30 septembre : Marc-Antoine Girard de Saint-Amant, poète libertin français († 29 décembre 1661).

## Décès
- 16 juillet : Thomas Kyd, dramaturge anglais  (né en 1558)[24].
- Guillaume Bouchet, écrivain français (né vers 1513)[25].